# Монахан (графство)
Монахан (ирл. Muineachán, англ. Monaghan) — графство на северо-востоке Ирландии. Входит в состав провинции Ольстер на территории Республики Ирландии (не относится к Северной Ирландии). Административный центр и крупнейший город — Монахан. Население — 65,288 человек по данным переписи 2022 года 

## История
Графство было образовано в 1585 году, когда Королевство Айргиалла под правлением династии МакМахон согласилось стать частью Королевства Ирландия.
По окончании Ирландской войны за независимость и подписания в 1921 году Англо-ирландский договора Монахан стал одним из трех графств Ольстера, присоединившихся к Ирландскому свободному государству, а не к Северной Ирландии.

## География
Площадь территории — 1295 км², что делает Монахан пятым по площади из 26 графств Республики и четвертым по численности населения.